# Dichochrysa handschini
Dichochrysa handschini är en insektsart som först beskrevs av Navás 1929.  Dichochrysa handschini ingår i släktet Dichochrysa och familjen guldögonsländor. Inga underarter finns listade i Catalogue of Life.